# Dysauxes syntomidalis
Dysauxes syntomidalis là một loài bướm đêm thuộc phân họ Arctiinae, họ Erebidae.